# Indaeschna melanictera
Indaeschna melanictera – gatunek ważki z rodziny żagnicowatych (Aeshnidae). Występuje we wschodniej Azji; stwierdzony w Chinach, Korei Południowej, Japonii, Wietnamie oraz na Tajwanie.